# 모렐리아 (텔레노벨라)
《모렐리아》(스페인어: Morelia)은 1995년 방영된 멕시코의 텔레노벨라이다.